# Zanguango Teatro
Zanguango Teatro es una compañía de teatro ubicada en Alava, que forma parte de las Artes escénicas de España con un estilo propio y particular, situándose gracias a la imaginación, la ironía y el humor algo corrosivo, comprometido, crítico, original y al mismo tiempo de toda la vida en puntos de vista insólitos, descubriendo la vulnerabilidad de lo real, buscando la parte mágica y desconcertante de las situaciones más cotidianas y reconocibles con referencias en el comportamiento humano en todas sus facetas y definiendo su propio lenguaje teatral, sin olvidar la esencia de crear una conexión activa entre actor y público con espectáculos tanto de calle como de sala.

## Historia
La compañía Zanguango teatro nace en Salamanca en enero de 1993, cuando Miguel Muñoz la funda. El espectáculo  “Macanas Argentinas”  (1993) fue la primera apuesta teatral y desde entonces ha producido espectáculos tanto de calle como de sala. 
Su trabajo se basa en técnicas de creación en grupo, en lo físico, en el movimiento y en la concepción del espacio y el ritmo como ejes de la acción dramática. El trabajo del actor y el trabajo del grupo son los pilares en los que fundamenta su acción, huyendo de artificios y trucos. En definitiva valorando la sencillez.
Sus temas se refieren siempre al comportamiento humano en todas sus facetas, buscando la parte mágica, desconcertante y divertida de las situaciones más cotidianas y reconocibles, su humor no es un humor blanco, es corrosivo, comprometido, crítico, original y al mismo tiempo de toda la vida.
Zanguango Teatro ha conseguido en sus espectáculos una definición de un lenguaje teatral propio, una manera de hacer particular, cada uno de sus espectáculos han supuesto un paso más en el reconocimiento del público, la crítica y la profesión.
Entre los distintos premios que la compañía posee, destaca el Premio Max de las Artes Escénicas al “Espectáculo Revelación” en 2002 al espectáculo “Pan con pan” (2001). 
En octubre de 2008 Zanguango Teatro se trasladó a Bajauri, provincia de Burgos situada en el Condado de Treviño, donde la compañía creó en 2009 un centro de creación artística: VALDEBELAR. Un lugar ideal para talleres, encuentros de trabajo o de ocio, seminarios, cursos, celebraciones, y para cualquier proceso de creación artística. 
Dotada de equipo de sonido, vídeo, tapiz de danza, vestuario, duchas y todo lo necesario para el desarrollo de las actividades.
En la actualidad los espectáculos que giran tanto por España como por Latinoamérica son: "Aquí va a pasar algo" (2012), "Entre Lombrices" (2012) y "Cualquiera que nos viera..." (2014).
En 2016 se trasladan a Vitoria, acaban fijando sede en el municipio de Campezo, en la Montaña Alavesa.

## Director: Miguel Muñoz
Miguel Muñoz comienza su actividad profesional como actor, en 1982, con la compañía “BEKEREKE” de Álava, que realiza teatro de calle y de sala. Siempre creaciones colectivas, algo que también es una característica de sus trabajos posteriores.
También ha colaborado en proyectos con numerosas compañías: “La Tartana”, “Cambaleo”, “Suripanta Trapu-Zaharra”, “Pikor”, “Latirili”, “ Ur”, “La Vie e Bei”, “Teatrapo”, “La Sal”, “Peineta”.
Ha impartido numerosos cursos de formación, y dirigido el Taller de Teatro de la Universidad de Salamanca entre el 90 y 93
En 1993, funda la compañía Zanguango Teatro, con la que continúa su proceso, haciendo tanto espectáculos de calle como de sala, asumiendo cada vez más el papel de director de escena.
Toda su trayectoria es un compromiso con la búsqueda de nuevos lenguajes teatrales y nuevas formas de expresión, apostando por el riesgo y la innovación.

## Actores
- Begoña Martín Treviño.
- Raúl Camino.
- Helena Hernández Moreno.
- Miguel Garcés.
- Jorge Arche Fernández.
- Francisco Pérez Giraldez.
- Ignacio Fernández de Jáuregui.
- Sofía Oreja.
- Txubio F. De Jauregui.

## Espectáculos realizados
La compañía Zanguango teatro ha realizado espectáculos como: 
- 1993 MACANAS ARGENTINAS
- 1994 A VER SI PODEMOS
- 1995 ¿Y QUIÉN NO?
- 1996 LA PIEDRA DE LA PACIENCIA
- 1997 AHÍ TE QUIERO VER
- 1998-99 NO ME DIGA MÁS
- 2000 ESPERE SU TURNO
- 2001 / PAN CON PAN (enlace roto disponible en Internet Archive; véase el historial, la primera versión y la última).
- 2001 EL CUARTO TENOR
- 2003 AL FONDO A LA DERECHA
- 2003 / PÉREZ Y FERNÁNDEZ (enlace roto disponible en Internet Archive; véase el historial, la primera versión y la última).
- 2006 / EL DESAHUCIO
- 2008 / TOCATA Y FUGA (en fu renol) (enlace roto disponible en Internet Archive; véase el historial, la primera versión y la última).
- 2009 / MISS MORGUE (enlace roto disponible en Internet Archive; véase el historial, la primera versión y la última).
- 2010 / LA MECÁNICA DE LA NARANJA (enlace roto disponible en Internet Archive; véase el historial, la primera versión y la última).
- 2012 AQUÍ VA A PASAR ALGO
- 2012 ENTRE LOMBRICES
- 2014 CUALQUIERA QUE NOS VIERA...
- 2015 FLUX
- 2017 ESTO NO ME LO ESPERABA
- 2019 AL OTRO LADO
- 2022 SOLO CRÍOS/CRÍOS SOLOS
- 2022 PASO A PASO (Mirada Nómada)

## Premios
- Premio Max a las artes escénicas de España a mejor espectáculo Revelación 2002
- Premio GRUPO MÁS POPULAR XXVIII Certamen Nacional de Teatro Arcipreste de Hita 2006
- Premio DEL PÚBLICO VII Festival Internacional de Teatro y Artes de Calle de Valladolid 2006
- Premio DE LA UNIÓN DE ACTORES DE CASTILLA Y LEÓN a la mejor actriz para Begoña Martín Treviño - EL DESAHUCIO.
- Premio DEL PÚBLICO X Festival Internacional de Teatro y Artes de Calle de Valladolid 2009.
- Premio ESPECIAL DEL JURADO en la Mostra de Teatre de Barcelona 2013.
- Premio MACMA al Mejor Espectáculo de la Temporada para CUALQUIERA QUE NOS VIERA, Valencia 2014.
- Premio al Espectáculo Más Original e Innovador por FLUX en el Festival Internacional de Teatro y Artes de Calle de Valladolid 2016.
- Premio de Honor por la trayectoria en la Feria de Teatro de Leioa 2018.
- Premio a la Mejor Interpretación en el Festival Internacional TAC de Valladolid a Txubio Fernández de Jauregui por su trabajo en AL OTRO LADO.
- Premio MAX al Mejor Espectáculo de Calle 2020 por AL OTRO LADO.

## Enlaces
- Página web de Zanguango Teatro
- Portal de Facebook de Zanguango Teatro
- Twitter de Zanguango Teatro
- Página web de Valdebelar

- Datos: Q6170882